# Włodzimierz Zieliński
Włodzimierz Zdzisław Zieliński, född den 29 mars 1955 i Mława, Polen, är en polsk handbollsspelare.
Han tog OS-brons i herrarnas turnering i samband med de olympiska handbollstävlingarna 1976 i Montréal.